# Labradorska struja
Labradorska struja je hladna morska struja u sjeveroistočnom dijelu Atlantskog oceana između Grenlanda i istočne obale Sjeverne Amerike. Ovaj dio Atlantika zove se Labradorsko more Teče od Arktičkog oceana prema jugu uz obale poluotoka Labradora i oko Newfoundlanda, nastavljajući prema jugu duž istočne obale Nove Scotie. Ona je nastavak Zapadne grenlandske struje i Struje Baffinovog otoka.
S Golfskom strujom prvi put se sreće uz podvodne platoe na američkom kontinentalnom pragu (šelf) jugoistočno od Newfoundlanda, pa zatim ponovo sjeverno od Outer Banksa Sjeverne Karoline. Rezultat susreta ovih dvaju struja i hladnog (Labradorska struja) odnosno toplog (Golfska struja) zraka iznad njih, su često nastajanje vrlo guste magle. Ali ovo sretanje vodenih masa različitih temperatura rezultira i jednim od ribom najbogatijih područja na svijetu. Pored toga, doprinosi i skretanju Golfske struje prema Europi.
U proljeće i rano ljeto ovom strujom prema jugu putuju i ledeni bregovi odlomljeni od ledenjaka na Grenlandu, stižući tako do putova kojim plove brodovi preko Atlantika.
Hladne vodene mase Labradorske struje rashlađuju atlantske obalne provincije Kanade i obalni dio Nove Engleske, no rijetko imaju utjecaj na vode južno od rta Cod. To je najočiglednije na sjevernoj šumskoj granici koja u ovim područjima može biti i više od 15° južnije nego u Sibiru, Europi ili zapadnoj Kanadi.
Vjeruje se da ovo transportiranje hladne vode Labradorskom strujom ima široku barotropsku komponentu. U novije vrijeme istraživanja ove struje, koja još nisu dovršena, otvaraju mogućnost njenog značajnijeg utjecaja na klimu nego što se do sada pretpostavljalo. 

## Poveznice
- Morske struje u Atlantiku  Arhivirana inačica izvorne stranice od 4. veljače 2012. (Wayback Machine) (engleski)